# ハイメ1世 (戦艦)
| ハイメ1世 | |
| 艦歴      | |
| 発注      | フェロル工廠 |
| 起工      | 1912年2月5日 |
| 進水      | 1914年9月21日 |
| 就役      | 1921年12月21日 |
| 退役      | |
| その後    | 1937年6月17日に戦没 |
| 除籍      | 1939年7月3日 |
| 性能諸元  | |
| 排水量    | 基準 15,452トン、 満載 15,700トン(1937年時：16,400トン)                                                                                             |
| 全長      | 435 ft (133 m) （水線長） 459 ft 2 in (139.9 m) （全長）                                                                                            |
| 全幅      | 78 ft 9 in (24.0 m) |
| 吃水      | 25 ft 6 in (7.8 m)(満載時) |
| 機関      | ヤーロー式石炭・重油混焼水管缶12基 +パーソンズ式直結タービン(低速2基・高速2基)4基4軸推進                                                            |
| 最大出力  | 20,000hp |
| 航続性能  | 10ノット/7,500海里 |
| 最大速力  | 19.5ノット (36.1 km/h) |
| 乗員      | 854名(士官+兵員) |
| 兵装      | ヴィッカーズ Mark H 30.5cm(50口径)連装砲4基8門 10.2cm(50口径)単装砲20基20門 3ポンド(76.2cm)単装高角砲2基2門 4.7cm(-口径)単装砲2基 2cm機銃単装2基2門 |
| 装甲      | 舷側：230～150～75 mm 甲板：50～38～25mm 主砲： 254mm(前盾)、-mm(側盾)、-mm(後盾)、-mm(天蓋) バーベット部：250mm 司令塔：230mm                      |

ハイメ1世（ハイメいっせい、Acorazado Jaime I、ハイメ・プリメロ）は、スペイン海軍の戦艦。エスパーニャ級の3番艦。

## 艦歴
フェロル工廠で1912年2月5日起工、1914年9月21日進水後、第一次世界大戦の勃発により資材調達できず、建造中断。1919年に再開、1921年12月21日に竣工。
「ハイメ1世」は1920年代のモロッコでのリーフ戦争に参加、1924年5月には陸上からの砲撃で損傷した。
1936年7月にスペイン内戦が勃発すると人民戦線側に参戦、同年8月13日にマラガでナショナリスト軍機の爆撃を受けて損傷。1937年5月21日に再びナショナリスト軍機の爆撃を受けて爆弾3発が命中して大破。6月17日、カルタヘナ港内で修理中に火薬庫の爆発により沈没。1938年浮揚、1939年7月3日除籍、1939～1940年解体。

## 参考図書
- 「世界の艦船増刊第22集　近代戦艦史」(海人社)
- 「世界の艦船増刊第30集　イギリス戦艦史」(海人社)
- 「世界の艦船増刊第83集　近代戦艦史」(海人社)